# 가지산 철쭉나무 군락
가지산 철쭉나무 군락(加智山 철쭉나무 群落)은 대한민국 울산광역시 울주군 상북면에 있는 가지산 산마루에 있는 철쭉나무의 군락이다. 2005년 8월 19일 대한민국의 천연기념물 제462호로 지정되었다.

## 개요
가지산 철쭉나무 군락지는 울산광역시 울주군, 경상남도 밀양시, 경상북도 청도군에 걸쳐 있는 가지산의 산정상부에 위치한다.
철쭉나무는 진달래과 진달래속에 속하는 낙엽활엽관목으로 전국의 산에서 흔히 볼 수 있다. 일찍이 신라 성덕왕(聖德王)때 순정공(純貞公)이 강릉태수로 부임할 때 그의 부인 수로가 철쭉꽃을 갖고 싶어 하자 지나가던 농부가 꽃을 꺾어 바치고 불렀다는 헌화가(獻花歌)의 전설이 삼국유사에 수록되어 있을 정도로 우리 민족 정서와 친숙한 꽃이다.
철쭉나무는 주로 활엽수림의 관목층을 이루는 것이 보통이나 가지산의 철쭉나무 군락지에는 수고가 3.5∼6.5m, 수관폭이 6∼10m, 추정 수령이 약 100∼450년의 40여주의 철쭉나무 노거수 및 약 219,000여주의 철쭉나무가 산정상부인 981,850m2에 집중적으로 군락을 형성하고 있어 학술적 및 경관적 자원으로서 가치가 크다.
가지산은 해발 1,240m이며, 백두대간에서 뻗어 나온 낙동정맥의 영남팔산 중에서 가장 높은 산으로 가지산도립공원의 주산이다. 철쭉나무 군락지와 주변의 식물상은 4강 35목 81과 225속 3아종 69변종 21품종 총 432종류이다. 까막딱다구리, 검독수리, 붉은배새매, 수리부엉이, 원앙, 하늘다람쥐, 수달 등의 천연기념물이 번식하거나 서식하는 것으로 알려져 있다.

## 같이 보기
- 가지산
- 철쭉나무
- 군락

## 참고 자료
- 가지산 철쭉나무 군락 - 국가유산청 국가유산포털